# Trận Muar
Trận Muar là trận đánh lớn cuối cùng của Chiến dịch Mã Lai trong Thế chiến 2. Nó diễn ra từ ngày 14-22 tháng 1 năm 1942 xung quanh cây cầu Gemensah và trên sông Muar. Sau thất bại của người Anh tại sông Slim, Tổng Tư lệnh của Bộ Tư lệnh ABDA, Đại tướng Archibald Wavell, quyết định rằng Quân đoàn III Ấn Độ của Trung tướng Lewis Heath nên rút 240 km (150 dặm) về phía nam vào bang Johore để nghỉ ngơi và tập hợp lại, trong khi Sư đoàn 8 Úc sẽ cố gắng ngăn chặn bước tiến của Nhật Bản.
Những người lính Đồng minh, dưới quyền chỉ huy của Thiếu tướng Gordon Bennett, đã gây tổn thất nghiêm trọng cho quân Nhật tại cuộc phục kích ở cầu Gemensah và trong một trận chiến thứ hai cách thị trấn Gemas vài km về phía bắc. Những người lính của Sư đoàn 8 Úc đã giết chết khoảng 600 nhân viên từ Sư đoàn 5 Nhật Bản, trong cuộc phục kích tại chính cây cầu, trong khi pháo chống tăng Úc đã tiêu diệt một số xe tăng Nhật trong trận chiến phía bắc Gemas.
Mặc dù cuộc phục kích đã thành công đối với quân Đồng minh, việc phòng thủ Muar và Bakri ở bờ biển phía tây là một thất bại hoàn toàn dẫn đến việc Lữ đoàn Bộ binh 45 Ấn Độ gần như bị tiêu diệt và thương vong nặng nề cho hai tiểu đoàn bộ binh Úc trực thuộc. Đây là cuộc giao tranh đầu tiên giữa các đơn vị của Sư đoàn 18 Anh và lực lượng Nhật Bản ở Mã Lai.

## Mở đầu
Cuộc phục kích được ra lệnh bởi người đứng đầu Bộ Tư lệnh Mã Lai, chỉ thị riêng của Trung tướng Arthur Percival; ông cảm thấy mạnh mẽ rằng phục kích là cách để chống lại người Nhật. Một lực lượng đa quốc gia dưới quyền Bennett, mật danh là Westforce, được giao nhiệm vụ bảo vệ khu vực Muar. Westforce chiếm các vị trí bảo vệ mặt trận từ vùng núi cho đến bờ eo biển Malacca. Có hai khu vực chính, và cả hai đều được chia thành các khu vực khác, bản thân chúng được tách biệt rộng rãi và liên kết với nhau chủ yếu bằng truyền thông tín hiệu khá mong manh.

### Vị trí Gemas
Khu vực đầu tiên là xung quanh đường trục trung tâm và đường sắt ngoài Segamat. Ba khu vực trực thuộc là:
- (a) Đi trên cả đường bộ và đường sắt gần Gemas. Tại đây, Lữ đoàn Bộ binh 8 Ấn Độ tạo thành lực lượng cầm cự.[7]
- (b) Xa hơn về phía trước dọc theo cùng một con đường là Lữ đoàn 27 Úc. Họ được giao nhiệm vụ phản công, và đã chuẩn bị một cuộc phục kích tiến công, từ Tiểu đoàn Bộ binh 2/29 Úc, vào quân Nhật vài km phía trước tại cầu Gemensah.[7]
- (c) Bên trái là Lữ đoàn Bộ binh 22 Ấn Độ được giao nhiệm vụ bảo vệ các lối tiếp cận Segamat từ Malacca, bao quanh hai bên ngọn núi Ophir.[7]

### Vị trí cầu Gemensah
Đại đội B của Tiểu đoàn 2/30 Úc, dưới sự chỉ huy của Đại uý Desmond J. Duffy, cố thủ và ẩn mình ở một bên cầu Gemensah, bắc qua một con suối, như một phần của cuộc phục kích. Bản thân cây cầu đã được đặt mìn bằng chất nổ, và một khẩu đội pháo dã chiến đặt trên vùng đất cao hơn phía sau bộ binh, nơi nó có thể chỉ huy quân Nhật tiếp cận cây cầu. Tiểu đoàn 2/30 Úc nằm dưới sự chỉ huy của Trung tá Frederick Galleghan, biệt danh là "Black Jack".
Về phía Nhật Bản, Lực lượng Mukaide (do Đại tá Mukaida chỉ huy) được thành lập để dẫn đầu từ Sư đoàn 5 Nhật Bản mệt mỏi và đang tiếp cận Gemas và cuộc phục kích của Úc tại cầu Gemensah. Lực lượng Mukaide ban đầu bao gồm Trung đoàn Tăng 1 cùng với tiểu đoàn bộ binh và pháo binh để hỗ trợ dưới sự chỉ huy của Lữ đoàn 9. Nó được tăng cường bởi Trung đoàn Bộ binh 11 vào ngày 15 tháng 1. Đại tá Mukaida là chỉ huy của Trung đoàn Tăng 1, lúc bắt đầu Chiến dịch Mã Lai, bao gồm 31 xe tăng Type 97 Chi-Ha và 17 xe tăng Type 95 Ha-Gō.

### Vị trí Muar
Khu vực thứ hai là khu vực bao phủ Bờ Tây và các con đường chạy dọc theo nó đến eo biển Johore. Điều này có hai khu vực, thực sự phù hợp với nhau hơn so với khu vực đầu tiên, nhưng thậm chí còn kém hiệu quả hơn trong liên lạc. Việc bảo vệ khu vực này được giao cho Lữ đoàn 45 Ấn Độ, được tăng cường bởi một khẩu đội pháo dã chiến duy nhất. Nó bao gồm cảng biển Muar, và trải dài khoảng 30 dặm (50 km) vào rừng rậm về phía Segamat, dọc theo dòng chảy quanh co của sông Muar, với bờ rừng sâu, phủ đầy cây leo. Theo lệnh của Tướng Bennett, hai trong số các tiểu đoàn đã được bố trí dọc theo dòng sông, do đó họ chia cho họ, trong khi tiểu đoàn thứ ba trở thành lực lượng dự bị hoạt động gần bờ biển.
Sư đoàn Cận vệ Hoàng gia đang di chuyển xuống bờ biển phía tây Mã Lai, với một lực lượng cỡ tiểu đoàn dưới sự chỉ huy của Đại tá Masakazu Ogaki tiếp cận khu vực sông Muar từ biển, trong khi Trung đoàn Cận vệ 4 và 5 tiếp cận Muar từ phía bắc dưới sự chỉ huy của Tướng Nishimura.
Lữ đoàn Bộ binh 53 mới đến thuộc Sư đoàn 18 Anh đã thành lập một phần của Westforce. Lữ đoàn bao gồm Trung đoàn Cambridgeshire 2, Tiểu đoàn Norfolk 5 và 6. Mặc dù Percival đã ra lệnh triển khai chúng, chúng không phù hợp để làm việc ngay lập tức, vì đã ở trên biển được 11 tuần.

## Trận chiến

### Cầu Gemencheh và Gemas
Bài chi tiết: Trận Gemas.
Cuộc phục kích xảy ra vào khoảng 16:00 ngày 14 tháng 1, khi quân Nhật từ Sư đoàn 5 tiếp cận, gắn trên xe đạp và băng qua cầu mà không bị quấy rối. Sau đó đến đội quân chính, vài trăm người mạnh mẽ, cũng đi xe đạp, theo sau là xe tăng và xe tải công binh. Tại thời điểm này, cây cầu đã được kích nổ, khiến gỗ, xe đạp và thi thể lao lên không trung. Đại đội B, Tiểu đoàn 2/30 Úc trải dọc hai bên đường, ẩn nấp trong các vị trí bắn được bảo vệ tốt, sau đó nổ súng và đội quân Nhật đã giáng những đòn tàn phá khi từng hàng người và thiết bị bị hạ gục bởi súng máy và súng trường. Hầu hết quân Nhật buộc súng trường của họ vào tay lái xe đạp của họ, làm cho cuộc phục kích thậm chí còn thành công hơn đối với người Úc.
Thương vong nặng nề tiếp tục gia tăng đối với đội quân phục kích. Tuy nhiên, bộ binh xe đạp đi qua khu vực phục kích đã phát hiện ra dây cáp điện thoại dã chiến được giấu trong một bụi cây loang lổ liên kết trở lại các vị trí bắn súng, và nhanh chóng cắt nó. Kết quả là, pháo binh Đồng minh không nhận được tín hiệu và không thể hỗ trợ nhóm phục kích.
Tuy nhiên, người Úc đã nhận được sự hổ trợ pháo binh, từ các đối tác của họ. Hầu hết đạn pháo của Nhật trút xuống đội quân chính tại cây cầu, làm tăng thêm số người chết. Nhóm phục kích, sau khi thực hiện một cuộc tàn sát đáng kể, đã rút lui thành nhiều nhóm vào tối hôm đó và đến ngày hôm sau, hầu hết Đại đội B đã gia nhập lại tiểu đoàn của họ ở một vị trí gần Gemas. Đại đội B mất một người chết trong chiến đấu và 6 người mất tích trong cuộc giao tranh tại cây cầu. Sáu người mất tích sau đó được biết là đã bị bắn chết sau khi bị quân Nhật bắt. Nhật ký chiến tranh của Lữ đoàn 9 Nhật Bản đặt thương vong của Biệt đội Mukaide là 70 người chết và 57 người bị thương, nhưng điều này không bao gồm các đơn vị trực thuộc khác.
Sáng ngày 15 tháng 1, máy bay Nhật đến nơi và bắt đầu ném bom bổ nhào xuống thị trấn Gemas. Sáu tiếng sau cuộc phục kích, quân Nhật đã sửa chữa cây cầu và đang trên đường tiến về vị trí chính của Galleghan tại chốt dài 61 dặm (98 km) trên đường Gemas-Tampin. Những người còn sống sót của Lực lượng Mukaide hiện được tăng cường bởi Trung đoàn 11 Nhật Bản. Tiểu đoàn 2/30 được bố trí trên tuyến đường bộ và đường sắt với hai khẩu pháo chống tăng 2 pounder hướng ra đường. Đến 10:00 ngày 15 tháng 1, bộ binh Nhật đụng độ với tuyến phòng thủ của quân Đồng minh, và khi ngày trôi qua, họ được hổ trợ bởi số lượng xe tăng ngày càng tăng. Trong một trận chiến ngắn nhưng dữ dội, pháo chống tăng Úc, từ Trung đoàn Chống tăng 2/4 Úc, đã phá huỷ 6 trong số 8 xe tăng Nhật và bộ binh hỗ trợ của họ đã gây thương vong nặng nề cho bộ binh Nhật sau xe tăng.
Sau 24 giờ chiến đấu, Galleghan rút tiểu đoàn của mình khỏi khu vực. Tiểu đoàn 2/30 đã gây thương vong nặng nề cho quân Nhật với tổn thất tối thiểu cho chính họ, chịu đựng tất cả 17 người chết, 9 người mất tích và 55 người bị thương. Trong hai ngày giao tranh, tại cây cầu và trên đường Gemas, các nhà sử học Úc ước tính rằng Sư đoàn 5 Nhật Bản đã hứng chịu khoảng 1,000 người thương vong.
Việc rút lui không bị quấy nhiễu, và trong ngày hôm sau hoặc lâu hơn yên tĩnh đã ổn định trên khu vực Segamat. Bennett, được thúc đẩy bởi thành công ban đầu, được trích dẫn trên tờ Singapore Times nói rằng quân của ông tự tin rằng họ sẽ không chỉ ngăn chặn bước tiến của người Nhật, mà còn buộc họ phải lui về phòng thủ.

### Muar
Vào đêm ngày 15 tháng 1, quân Nhật đã chiếm được một số sà lan neo đậu trên bờ phía nam của sông Muar và kéo chúng về phía thượng nguồn để đánh vào bên sườn cả thị trấn Muar và tiểu đoàn dự bị duy nhất của quân đồn trú Ấn Độ. Các xà lan và thuyền buồm chật cứng đi qua cửa sông, không gặp phải sức kháng cự nào ngoại trừ một cuộc đụng độ tiếp theo với một đội tuần tra Ân Độ, vốn đã rút lui sau một cuộc trao đổi ngắn ngủi. Đội tuần tra không bao giờ báo cho sở chỉ huy rằng quân Nhật đang ở bờ nam. Khi trời sáng, lực lượng bên sườn đã gây bất ngờ cho một đại đội thuộc Trung đoàn Súng trường 7/6 Rajputana và đánh bật chúng. Ba đại đội Ấn Độ còn lại (hai từ Trung đoàn Súng trường Hoàng gia Garhwal 18 và một từ Trung đoàn Súng trường Rajputana) ở bờ bắc đã bị cắt đứt và bị bắt ngay sau đó, mà đơn vị đồn trú chính tại Muar thậm chí không nhận ra rằng toàn bộ Sư đoàn Nhật Bản đang ở phía bên kia bờ sông. Đến trưa, họ đã tấn công từ thượng nguồn cả thị trấn Muar và tuyến liên lạc của đồn trú với tiểu đoàn dự bị duy nhất của nó, Trung đoàn 4/9 Jat, nằm gần Bakri, trên con đường chính phía nam từ Muar.
Tại Muar, một nỗ lực của Nhật Bản nhằm đổ bộ và chiếm giữ bến cảng đã bị pháo binh Úc đẩy lùi, bắn vào các sà lan và thuyền buồm chật cứng khi họ cố gắng vượt qua cửa sông. Tuy nhiên, vào cuối buổi chiều, quân Nhật, những người đã thực hiện một chuyến vượt sông xa hơn, đã ở chính thị trấn Muar. Các chỉ huy của Súng trường Rajputana và Súng trường Hoàng gia Garhwal đã bị giết cùng với hầu hết các sĩ quan của họ trong cuộc chiến xung quanh thị trấn, khiến các sepoys chủ yếu là thanh thiếu niên không có thủ lĩnh. Để thêm vào những thảm hoạ cho Lữ đoàn 45, chính tại thời điểm này trong trận chiến, một cuộc không kích của các máy bay Nhật đã phá huỷ Sở chỉ huy Lữ đoàn 45, giết chết tất cả các sĩ quan tham mưu và làm chấn động Chuẩn tướng Duncan (một trong hai người duy nhất sống sót sau cuộc không kích). Do chấn động của Chuẩn tướng Duncan và cái chết của hai viên chỉ huy tiểu đoàn của ông cùng hầu hết các nhân viên của sở chỉ huy, quyền chỉ huy Lữ đoàn 45 tạm thời được bàn giao cho Anderson thuộc Tiểu đoàn 2/19 Úc.
Đến tối ngày 16 tháng 1, thị trấn Muar và bến cảng đã rơi vào tay quân Nhật. Tàn dư của Lữ đoàn 45 rút xuống bờ biển vài km đến tận Parit Jawa. Các cuộc phục kích của Nhật Bản nhanh chóng được triển khai để đẩy lùi bất kỳ cuộc phản công nào của Đồng minh, đồng thời họ tiếp tục tấn công không ngừng về phía Bakri, Parit Sulong và Batu Pahat.

### Cuộc vây hãm Bakri
Vào ngày 17 tháng 1, các đơn vị còn sống sót của Lữ đoàn 45 Ấn Độ, cùng với Tiểu đoàn 2/19 và 2/29 Úc đóng vai trò tiếp viện, đã được phái đến để tái chiếm Muar. Họ tập hợp xung quanh Bakri và tổ chức một cuộc phòng thủ vành đai thô bạo của nó. Tiểu đoàn 2/29, do Trung tá John Robertson MC VD chỉ huy, đã đào bới xung quanh con đường Bakri-Muar với các ụ chống tăng, phòng không và súng cối. Tư lệnh Lữ đoàn 45 Ấn Độ, Chuẩn tướng Herbert Duncan, đã lên kế hoạch tiến quân từ ba hướng từ Bakri đến Muar; lên con đường chính giữa các thị trấn, từ đảo rừng và dọc theo con đường ven biển. Cuộc tấn công đã gặp trục trặc trước khi nó có thể được phát động. Lữ đoàn 45 đã gặp phải một trong những cuộc phục kích của Nhật Bản, và cuộc phản công đã bị huỷ bỏ.
Ngày hôm sau lúc 06:45, Tướng Nishimura ra lệnh tấn công từ ba hướng vào Bakri. Nó được dẫn đầu bởi 9 xe tăng hạng nhẹ Type 95 Ha-Gō dưới quyền chỉ huy của Đại uý Shiegeo Gotanda. Tuy nhiên, Đại uý Gotanda, lấy cảm hứng từ thành công của xe tăng Nhật Bản tại sông Slim, đã tiến quân mà không cần bộ binh chống lại Tiểu đoàn 2/29, và đã bị xoá sổ. Trong một màn trình diễn lặp lại của các xạ thủ Úc tại Gemas, hai khẩu pháo chống tăng của Trung uý Bill McClure (cũng từ Trung đoàn Chống tăng 2/4 Úc) đã tiêu diệt tất cả 9 xe tăng của Gotanda. Trung sĩ Clarrie Thornton, chỉ huy khẩu pháo đầu tiên đã nhận được đề cập trong Dispatches, và Trung sĩ Charles Parsons, chỉ huy khẩu pháo thứ hai đã được trao tặng Huân chương Ứng xử Xuất xắc. Khẩu pháo của Thornton đã bắn hơn 70 viên đạn trong trận chiến. Trung tá John Robertson, chỉ huy Tiểu đoàn 2/29, đã thiệt mạng ngay sau đó, bị bắn khi đang rút lui khỏi mộc cuộc tấn công vào tuyến chốt chặn của Nhật Bản. Thiếu tá Olliff đã trình bày chi tiết Trung sĩ Mick Gibbins và một nhóm ba người để chôn cất chỉ huy tiểu đoàn. Thiếu sự hỗ trợ của xe tăng, bộ binh Nhật không thể đột phá, một trận chiến mà Nishimura sau này mô tả là "nghiêm trọng và đẫm máu". Đến rạng sáng ngày 19, quân Nhật đã hành động trên con đường chính, gần như bao vây Lữ đoàn 45.
Tiểu đoàn Norfolk 6 thuộc Lữ đoàn 53 Anh đang bảo vệ một sườn núi cách Yong Peng khoảng 8 km (5 dặm) về phía tây, hỗ trợ tuyến rút lui của Lữ đoàn 45, vốn đã là một khu vực thực tế bị bao vây. Đầu giờ chiều ngày 19 tháng 1, hai tiểu đoàn thuộc Trung đoàn Cận vệ 4 Nhật Bản đã tấn công và đẩy lùi họ ra khỏi sườn núi. Người Anh rút lui qua khu rừng rậm đến đỉnh sườn núi phía bắc. Tiểu đoàn Norfolks không thể thông báo cho sở chỉ huy về vị trí của họ vì họ không có thiết bị liên lạc vô tuyến.
Vào rạng sáng ngày 20 tháng 1, Trung đoàn 3/16 Punjab, do Trung tá Henry Moorhead (người tham gia Chiến dịch Krohcol) chỉ huy, được lệnh chiếm lại sườn núi. Vào thời điểm họ đến đuọc đó, họ đã phải hứng chịu hoả lực từ Tiểu đoàn Norfolks, những người đã nhầm họ là quân Nhật và gây ra nhiều thương vong. Sau tổn thất của cả hai bên, nó sau đó đã được sàng lọc. Nhưng trước khi một hệ thống phòng thủ thích hợp có thể được tổ chức, người Nhật đã tấn công, giết chết Moorhead và đẩy cả Tiểu đoàn Norfolks và quân Ấn ra khỏi ngọn đồi. Lữ đoàn 45 và hai tiểu đoàn Úc tại Bakri có nguy cơ bị chia cắt.
Cùng ngày hôm đó, Chuẩn tướng Duncan, người đã hồi phục sau chấn động và đang chỉ huy lực lượng bảo vệ phía sau, đã thiệt mạng khi ông dẫn đầu một cuộc tấn công bằng lưỡi lê thành công để thu hồi các phương tiện bị mất. Với cái chết của Duncan và Robertson, Trung tá Charles Anderson nắm toàn quyền chỉ huy Lữ đoàn 45 và tất cả các đơn vị khác xung quanh Bakri. Sáng sớm ngày 20 tháng 1, Anderson được lệnh rút khỏi Bakri và cố gắng đột phá đến Yong Peng. Anderson quyết định trì hoãn cho đến khi Trunng đoàn 4/9 Jat có thể tiếp cận đội quân. Trong thời gian trì hoãn này, hầu hết Tiểu đoàn 2/29 đã bị cắt khỏi vị trí của Anderson. Chỉ có khoảng 200 người từ Tiểu đoàn 2/29 và 1,000 lính Ấn từ Lữ đoàn 45 có thể gia nhập đội quân của Anderson. Những người còn sống sót khác từ Tiểu đoàn 2/29 sẽ quay trở lại trong các nhóm chạy trốn nhỏ. Trong vòng 2 km (1 dặm) hoặc lâu hơn từ Bakri, đội quân của Anderson đã bị kìm chân bởi một tuyến chốt chặn của Nhật Bản. Một số nỗ lực để đột phá đã thất bại, cho đến khi một cuộc tấn công bằng lưỡi lê do chính Anderson dẫn đầu đã thành công.
Nhiều rào cản hơn đang ở phía trước lữ đoàn. Đến hoàng hôn, sau một cuộc đấu tranh đã diễn ra suốt cả ban ngày, đội quân đã bao phủ một khoảng cách 5 km (3 dặm). Anderson cảnh báo rằng đêm không được nghỉ ngơi và ra lệnh cho cuộc hành quân tiếp tục diễn ra. Lữ đoàn bây giờ đã đến rìa của một số đồng bằng rộng mở hơn và việc đi lại dễ dàng hơn, mặc dù đội quân có đầy thương binh.
Lữ đoàn 45 Ấn Độ trẻ và thiếu kinh nghiệm đã không còn tồn tại như một đội hình. Hầu hết các sĩ quan của nó đã thiệt mạng hoặc bị thương, bao gồm Chuẩn tướng Duncan và cả ba chỉ huy tiểu đoàn. Trong vòng vài ngày, Tướng Percival đã mất toàn bộ một Lữ đoàn Ấn Độ và phần tốt nhất của hai tiểu đoàn Úc cũng như một lữ đoàn, ba chỉ huy tiểu đoàn quân Ấn và một chỉ huy tiểu đoàn Úc.
Trung tướng Arthur Percival

### Cầu Parit Sulong
Đội quân của Anderson phải mất hai ngày để chiến đấu theo cách của họ cách 24 km (15 dặm) để đến gần cây cầu. Các trinh sát từ đội quân báo cáo lúc 07:15 rằng cây cầu Parit Sulong nằm trong tay quân Nhật. Các lính gác được đặt ở đó bởi Tiểu đoàn Norfolks 6, bị cắt đứt mọi liên lạc và không có khẩu phần kể từ khi lực lượng đột kích Nhật Bản đẩy tiểu đoàn ra khỏi con đèo thêm vài km nữa, đã rời khỏi vị trí của họ và khởi hành dọc theo bờ sông đến Batu Pahat.
Anderson tìm thấy một vị trí súng máy Nhật Bản được củng cố tốt tại cầu Parit Sulong. Lữ đoàn của ông đã thực hiện một nỗ lực để đánh bật quân Nhật ra khỏi cây cầu vào rạng sáng ngày 21 tháng 1, nhưng đã bị đẩy lùi bởi xe tăng, máy bay và pháo binh. Sau đó, họ bị buộc vào một khu vực chỉ dài khoảng 400 m (440 yd) đường. Giao tranh diễn ra ác liệt cả ngày, và đến 17:00 thương vong đã trở nên nghiêm trọng. Một tin nhắn vô tuyến sau đó đã nhận được vào buổi sáng rằng một lực lượng cứu trợ từ Yong Peng đang trên đường đến. Tiếng súng từ xa giữa Parit Sulong và Yong Peng đã mang lại hy vọng cho đội quân.
Phía sau đội quân liên tục bị xe tăng và bộ binh tấn công. Vào cuối buổi chiều và cho đến khi trời tối, hai người lính đã vô hiệu hoá thành công chiếc xe tăng dẫn đầu bằng lựu đạn. Chỉ đạo một khẩu pháo chống tăng, chiếc xe tăng bốc cháy, tạo thành một rào chắn tạm thời. Điều này đã cho những người bảo vệ phía sau một cơ hội để vô hiệu hoá các xe tăng khác, sử dụng lựu đạn và súng trường chống tăng Boys với quyết tâm nghiệt ngã.
Với đạn dược cho súng cối và pháo 25 pounder gần như cạn kiệt, Anderson đã gửi một thông điệp cho Tướng Bennett yêu cầu một cuộc không kích vào lúc bình minh nhắm vào lực lượng Nhật Bản đang ở giữ đầu xa của cây cầu, và để thực phẩm và morphine được thả xuống cho đội quân. Anh nhận được câu trả lời: "Nhìn lên cái rắm chim sẻ".
Vào lúc hoàng hôn, với số người chết và bị thương chất đống, Anderson đã gửi hai xe cứu thương chở đầy những người bị thương nặng đến cây cầu dưới một lá cờ ngừng bắn, yêu cầu họ được phép đi qua các phòng tuyến của Đồng minh bên kia. Quân Nhật từ chối, và thay vào đó yêu cầu lữ đoàn Ấn Độ đầu hàng, đề nghị chăm sóc những người bị thương. Vẫn hy vọng được giải toả, Anderson từ chối xem xét đầu hàng, Quân Nhật sau đó ra lệnh rằng các xe cứu thương phải ở lại trên cầu để hoạt động như một rào chắn, và họ sẽ bị bắn nếu họ cố gắng di chuyển. Sau khi trời tối, Trung uý Austin và một tài xế, cả hai đều bị thương, trượt phanh xe cứu thương và để họ lặng lẽ chạy ngược xuống dốc từ cầu. Giữa tiếng súng gầm rú, họ khởi động động cơ và lái xe trở lại lữ đoàn.
Sáng hôm sau, hai chiếc Fairey Albacores của RAF đến từ Singapore và thả hàng tiếp tế cho Lữ đoàn 45. Được hộ tống bởi ba chiếc Brewster Buffalos của RAAF, sau đó họ chuyển sự chú ý sang quân Nhật đang giữ đầu cầu và ném bom họ. Ngay sau đó, xe tăng đối phương lại hoạt động, và thực hiện một cuộc tấn công vào bên sườn được hỗ trợ bởi quân đội trên vị trí bị thu hẹp của quân Đồng minh.
Anderson sau đó nhận được một tin nhắn khác từ Bennett, "Xin lỗi vì không thể giúp đỡ sau nỗ lực anh hùng của bạn. Chúc may mắn", nói rằng không có hy vọng cứu trợ đến đội quân đúng giờ, để anh ta quyết định rút lui. Như một phương sách cuối cùng, ông đã gửi một đại đội để kiểm tra sự kháng cự tại cây cầu một lần nữa vào sáng hôm đó, với hy vọng rằng cuộc không kích đã làm suy yếu nó đủ để đội quân xuyên qua. Nhưng câu trả lời đã thuyết phục anh rằng không có cơ hội thành công.
Lúc 9 giờ sáng, sau khi phá huỷ súng, xe cộ và các thiết bị khác, ông ra lệnh rút lui. Những người bị thương không thể đi lại được để lại cho những người phục vụ tự nguyện chăm sóc. Anderson và tàn dư của lữ đoàn sau đó phân tán về phía đông qua rừng rậm và đầm lầy đến Yong Peng, để lại 150 người bị thương. Cuối cùng, khoảng 500 người Úc và 400 người Ấn Độ đã sống sót để tiếp cận phòng tuyến của Anh, trong số hơn 4,000 người từ Lữ đoàn 45 và hai tiểu đoàn Úc. Những người đi lạc sẽ tiếp tục đến từ các đơn vị bị cắt đứt tại Bakri.

### Thảm sát Parit Sulong
Bài chi tiết: Thảm sát Parit Sulong.
Colin Smith 
Colin Smith 
Đối với những người bị thương bị bỏ lại phía sau, quân Nhật sau khi ngược đãi họ, đã tàn sát tất cả ngoại trừ một số ít người trốn thoát. Những người bị giết bao gồm các thành viên của một đội xe cứu thương Úc. Với những cú đá, tiếng chửi rủi và lời nguyền rủa, những cú đánh từ báng súng trường và lưỡi lê, những kẻ bắt giữ họ nhồi nhét tất cả vào một vài căn phòng nhỏ trong một túp lều mát mẻ ở làng Parit Sulong trên đường cao tốc Muar. Những người bị thương nằm chồng chất lên thi thể lẫn nhau trên sàn nhà. Họ đã bị người Nhật từ chối cho uống nước, họ chế giễu họ bằng cách mang xô nước đến tận ngưỡng cửa-và sau đó đổ nó xuống đất.
Các tù nhân nhanh chóng bị trói thành các nhóm nhỏ bằng dây thừng hoặc dây điện, bị đẩy vào bụi rậm bên đường và giết chết họ bằng lưỡi lê và súng máy. Xăng được đổ lên cơ thể của các tù nhân bị bắn, một số người trong số họ vẫn còn sống, và sau đó bị đốt cháy, dường như để loại bỏ bằng chứng tội ác chiến tranh.
Một trong những người còn sống sót, Trung uý Ben Hackney thuộc Tiểu đoàn 2/29 Úc, đã bò ra khỏi khu vực. Anh ta tìm thấy hai thành viên còn sống sót trong tiểu đoàn của mình, một trong số họ là Trung sĩ Ron Croft. Cả hai đều bị ngâm trong xăng và nằm trong số ít người không bị trói khi các tù nhân bị bắn. Họ được tham gia bởi một người lính Anh. Người lính đi cùng Croft đã chết vì vết thương vào ngày hôm sau. Ba người còn lại được cho trú ẩn trong một ngôi nhà Mã Lai trong một thời gian. Hackney, người không thể đứng vững, đã thuyết phục những người khác bỏ lại anh ta trong khi anh ta vẫn ẩn nấp. Croft được cho là đã chết vào ngày 15 tháng 4 năm 1942.
Hackney nhanh chóng bị người Mã Lai mang đi và để lại một khoảng cách với ngôi nhà. Ông thường bị người Mã Lai từ chối giúp đỡ, những người sợ bị trả thù, nhưng được người Hoa địa phương giúp đỡ. Ông bị bắt bởi một nhóm người Mã Lai, một trong số họ là cảnh sát vào ngày 27 tháng 2, 36 ngày sau khi ông bắt đầu nỗ lực trốn thoát. Họ giao Hackney cho người Nhật tại Parit Sulong, và anh ta bị đánh đập. Ông sống sót sau chiến tranh và cung cấp thông tin về vụ thảm sát. Ông và binh nhì Reginald Wharton là hai người châu Âu duy nhất sống sót sau vụ thảm sát. Tổng cộng có 145 tù nhân đã thiệt mạng. Nhiều tù binh Ấn Độ đã bị chặt đầu.
Tướng Takuma Nishimura được cho là đã ra lệnh thảm sát, mặc dù Trung uý Fujita Seizaburo thừa nhận đã thực hiện vụ thảm sát. Bằng chứng tuyên thệ của hai người sống sót sepoy (Lance-Havildar John Benedict và Sapper Periasamy) đã được xác nhận bởi việc phát hiện ra hài cốt sau chiến tranh. Toà án Tội ác Chiến tranh, vào năm 1950, đã kết án tử hình Nishimura vì điều đó.

### Rút lui
Vào ngày 23 tháng 1 trong hành động cuối cùng của trận đánh, Trung đoàn 2 Loyal, yểm trợ cho những người cuối cùng trong đội hình của Anderson để tiến vào phòng tuyến của Anh, đã bố trí hai đại đội bảo vệ phía sau đối mặt một con đèo trên đường đến Yong Peng. Lúc 14:00, khi họ chuẩn bị rút lui, 7 xe tăng Nhật được hỗ trợ bởi khoảng hai tiểu đoàn bộ binh nổi lên nhanh chóng từ đống đổ nát và cố gắng phá vỡ tuyến chốt chặn của Loyal. Trong trận chiến ngắn ngủi sau đó, Trung đoàn 2 Loyal đã gây thương vong nặng nề cho bộ binh Nhật khi cố gắng phá vỡ tuyến chốt chặn đường bộ, nhưng cuối cùng Loyal, không có bất kỳ vũ khí chống tăng nào, đã bị xe tăng đẩy lùi và bộ binh Nhật đánh đuổi. Trong trận Muar và với tư cách là lực lượng bảo vệ phía sau, Trung đoàn 2 Loyal hứng chịu thương vong khoảng 200 người trước khi rút lui về Singapore.

## Tổn thất
Tổn thất của Lữ đoàn 45 là rất lớn, đặc biệt là về sĩ quan, và lữ đoàn đã không thể tái lập lại trong vài tuần cuối cùng của Chiến dịch Mã Lai. Chỉ có 400 lính Ấn từ Lữ đoàn 45 và 500 binh lính từ hai tiểu đoàn Úc trốn thoát cùng với lực lượng của Anderson. Lữ đoàn nhanh chóng bị giải tán, và số quân còn lại được chuyển sang các lữ đoàn Ấn Độ khác. Hai tiểu đoàn Úc cũng khá hơn một chút. 271 người từ Tiểu đoàn 2/19 đã đến được phòng tuyến của Anh, nhưng chỉ có 130 người từ Tiểu đoàn 2/29 có thể quay trở lại phòng tuyến của Anh trước khi Singapore đầu hàng. Nhiều binh sĩ của cả hai tiểu đoàn vẫn còn ở trong rừng khi chiến dịch kết thúc. Theo Peter Graeme Hobbins; trong 22 ngày chiến đấu (bao gồm cả Singapore), Tiểu đoàn 2/19 bị "chết, mất tích và bị thương nhiều hơn bất kỳ đơn vị bộ binh Úc nào khác trong Thế chiến 2", với 335 người chết và 97 người bị thương.
700 lính Nhật đã thiệt mạng trong cuộc phục kích ở Gemas, khiến nó trở thành tổn thất lớn nhất trong bất kỳ hành động đơn lẻ nào vào thời điểm đó. Tổn thất của Nhật Bản tại Muar là một đại đội xe tăng và tương đương với một tiểu đoàn bộ binh.

## Kết quả
| “ | Lữ đoàn này chưa bao giờ phù hợp để hoạt động trên một chiến trường. Không phải là có bất cứ điều gì sai trái với nguyên liệu thô, mà chỉ đơn giản là nó là nguyên liệu. – Trung tướng Arthur Percival | ” |

Thiếu thiết bị tín hiệu và vận chuyển là nguyên nhân khiến quân Đồng minh phản ứng chậm chạp. Trong tuần, người Nhật đã có thể vận hành 250 máy bay ném bom và 150 máy bay chiến đấu từ các sân bay ở Mã Lai và miền Nam Thái Lan. Máy bay Đồng minh hoạt động só sẵn có lẽ là hai hoặc ba chục máy bay ném bom và khoảng nhiều máy bay chiến đấu vào giai đoạn này của chiến dịch. Arthur Percival đổ lỗi cho Lữ đoàn 45 Ấn Độ, những người được giao nhiệm vụ quan trọng nhất mặc dù thiếu đào tạo và  kinh nghiệm trước chiến tranh, vì sự thất bại của việc phòng thủ Muar.
| “ | Đặt những người mới của Duncan vào cùng một vòng với Đội cận vệ của Nishimura, những người đã có lợi thế về ưu thế trên không và xe tăng, thật lố bịch. – Colin Smith | ” |

Mặc dù vậy, lữ đoàn đã đạt được một nhiệm vụ cực kỳ quan trọng trong gần một tuần chiến đấu ngày đêm. Trong khi họ chiến đấu từ cảng Muar đến cầu Parit Sulong, ngăn chặn Sư đoàn Cận vệ Hoàng gia, được hỗ trợ mạnh mẽ bởi không quân và xe tăng, ba lữ đoàn của Westforce trong khu vực Segamat đã có thể rút lui an toàn xuống con đường trục trung tâm đến Labis, và từ đó hướng tới ngã tư quan trọng tại Yong Peng.
Tuy nhiên, mặc dù họ phải hứng chịu thương vong nặng nề như vậy, lực lượng của Anderson đã giữ cho Cận vệ Hoàng gia chiếm đóng trong 4 ngày. Percival đã ghi lại trong hồ sơ chính thức của mình, "Trận Muar là một trong những sử thi của chiến dịch Mã Lai. Lực lượng nhỏ bé của chúng tôi bằng sự kháng cự ngoan cường đã giữ vững một bộ phận thuộc Cận vệ Hoàng gia Nhật Bản tấn công với tất cả các lợi thế của không quân và xe tăng yểm trợ trong gần một tuần, và làm như vậy đã cứu lực lượng Segamat thoát khỏi bị bao vây và tiêu diệt. Việc trao tặng Huân chương Chữ thập Victoria cho Anderson là một sự tôn vinh phù hợp cho cả sức mạnh của chính ông và lòng dũng cảm của những người lính của ông."
Một lời chỉ trích nhắm vào Percival là quyết định triển khai Lữ đoàn Bộ binh 53 Anh ra tiền tuyến. Lữ đoàn đã lên bờ tại Singapore vào ngày 13 tháng 1, chỉ ba ngày trước đó trước khi được gửi ra mặt trận, sau gần ba tháng trên biển trong các tàu chở quân đông đúc, đi từ Anh đến bờ biển phía đông châu Phi, nơi họ không có bất kỳ cuộc tập trận nào. Lữ đoàn, một phần của Sư đoàn 18, ban đầu được tham gia Chiến trường Bắc Phi, nhưng các tàu chở quân đã được chuyển hướng đến Singapore khi Nhật Bản xâm lược Mã Lai.
Tin tức về cuộc phục kích tại cầu Gemensah đã được đón nhận nồng nhiệt ở Singapore. Bất chấp thất bại tại Muar, Bakri và Parit Sulong, nhiều người Singapore nghĩ rằng hành động tại Gemensah là bước ngoặt được chờ đợi từ lâu và sự thất bại của lực lượng xâm lược Nhật Bản sẽ không còn lâu nữa. Một nhà bình luận trên đài phát thanh Singapore, tuyên bố một cách khoa trương rằng tin tức này đưa ra lý do chính đáng để tin rằng làn sóng chiến đấu đang thay đổi, "với AIF là bức tường chắn biển của chúng tôi chống lại trận lụt tàn khốc".
Trung tá Frederick Galleghan, người chỉ huy quân Úc tại Gemas, đã được trao tặng Huân chương Phục vụ Xuất xắc vào ngày 15 tháng 3 năm 1942, trong khi một tù nhân chiến tranh tại Nhà tù Changi, và Đại uý Desmond Duffy, chỉ huy Đại đội B tại cuộc phục kích cầu, đã được trao tặng Huân chương Chữ thập Quân sự.
Theo Alan Warren trong cuốn sách Thất bại lớn nhất của nước Anh; Tomoyuki Yamashita mô tả trận chiến tại Muar là "cuộc chạm trán man rợ" nhất của chiến dịch. Warren nói rằng, "Từ ngày 16 đến ngày 22 tháng 1, Cận vệ Hoàng gia đã mất một đại đội xe tăng và thương vong bộ binh của một tiểu đoàn... Ý nghĩa của cuộc chiến giữa Bakri và Parit Sulong là đó là một trong số ít dịp mà người Nhật nhận được những gì họ đã cống hiến".